# Jack Stocks
John William „Jack” Stocks (ur. 2 października 1871 w Hull, zm. w 1933) – brytyjski kolarz torowy, dwukrotny medalista mistrzostw świata.

## Kariera
Największy sukces w karierze Jack Stocks osiągnął w 1897 roku, kiedy zdobył złoty medal w wyścigu za startu zatrzymanego zawodowców podczas mistrzostw świata w Glasgow. W zawodach tych wyprzedził dwóch swoich rodaków: Arthura Chase’a oraz Freda Armstronga. W tej samej konkurencji zajął ponadto drugie miejsce na mistrzostwach świata w Kopenhadze w 1896 roku, ulegając jedynie Chase’owi. W latach 1896 i 1897 Stocks ustanawiał rekordy Anglii w jeździe godzinnej, a w 1896 roku ustanowił rekord świata. Ponadto w 1893 roku zdobył tytuł mistrza kraju w wyścigu na 25 mil. Nigdy nie wystartował na igrzyskach olimpijskich.
Jack Stocks był również kierowca wyścigowym. W latach 1903 i 1904 brał udział w Pucharze Gordona Bennetta samochodem marki Napier, jednak nie ukończył rywalizacji. W 1902 roku ukończył wyścig z Land’s End do John o’ Groats w samochodzie De Dion-Bouton.